# Paradidyma orbitalis
Paradidyma orbitalis är en tvåvingeart som beskrevs av Daniel William Coquillett 1904. Paradidyma orbitalis ingår i släktet Paradidyma och familjen parasitflugor. Inga underarter finns listade i Catalogue of Life.